# Ченина (Арецо)
Ченина је насеље у Италији у округу Арецо, региону Тоскана.
Према процени из 2011. у насељу је живело 19 становника. Насеље се налази на надморској висини од 430 м.